# Concurrence imparfaite
 (janvier 2017).
Si vous disposez d'ouvrages ou d'articles de référence ou si vous connaissez des sites web de qualité traitant du thème abordé ici, merci de compléter l'article en donnant les références utiles à sa vérifiabilité et en les liant à la section « Notes et références ».
La concurrence imparfaite désigne une situation de concurrence sur un marché où une au moins des cinq conditions de la concurrence pure et parfaite n'est pas respectée. Elle est une façon moins normative que la théorie de la concurrence pure et parfaite d'aborder la concurrence. Elle a été initialement développée dans l’entre-deux-guerres par Edward Chamberlin aux États-Unis et par Joan Robinson en Angleterre. Il s'agissait notamment de tenir compte de l'apparition des grandes entreprises et des stratégies de différenciation des produits. De nos jours, cette approche est développée notamment par des nouveaux keynésiens comme Joseph E. Stiglitz.
Longtemps par exemple :
- Kodak a contrôlé le marché de la pellicule photographique ;
- Xerox celui de la photocopie sur papier ordinaire (brevet) ;
- IBM celui de l'informatique avec la maturité de son Système 360.

Dans certains secteurs comme celui des boissons sans alcool, un petit nombre d’entreprises sont en position dominante sur le marché avec des produits semblables mais pas identiques (Coca-Cola et Pepsi). Ces entreprises sont des faiseurs de prix dans la mesure où la baisse ou l’augmentation légère de ses prix n’entraînent ni une perte totale ni l’accaparement total de la clientèle. Ces firmes vendent moins un bien qu'une image.

## Introduction d'hypothèses plus réalistes
- Asymétrie d'information
- Chômage involontaire

## Structures de marché possibles
| Demande / Offre    | un vendeur         | quelques vendeurs   | nombreux vendeurs    |
| ------------------ | ------------------ | ------------------- | -------------------- |
| un acheteur        | monopole bilatéral | monopsone contrarié | monopsone            |
| quelques acheteurs | monopole contrarié | oligopole bilatéral | oligopsone           |
| nombreux acheteurs | monopole           | oligopole           | concurrence parfaite |

### Divers cas de concurrence imparfaite
Dans la pratique, la concurrence imparfaite peut se traduire par des monopoles, cartels, oligopoles, positions dominantes, professions corporatistes, etc.
- Dans le cas le plus extrême, la concurrence n’existe pas. Une seule entreprise approvisionne l’ensemble du marché : il s'agit d'un monopole.
- Une de ces entreprises a des moyens et une part de marché nettement plus importants que les autres : il s'agit d'une position dominante.
- Plusieurs entreprises de taille comparable approvisionnent le marché, il existe une relative concurrence : il s'agit d'un oligopole.
- Un oligopole peut éventuellement présenter une forme de cartel ou d'entente si les entreprises qui approvisionnent le marché se mettent d'accord pour maintenir leur place respective, par exemple en décidant de concert de leurs prix de vente.
- Le nombre d’entreprise est supérieur à celui observé en oligopole mais reste insuffisant pour parvenir à une concurrence pure et parfaite : on parle de concurrence monopolistique, où chaque entreprise peut ignorer les réactions de ses rivales. Cela peut être le cas, entre autres, dans des secteurs corporatistes où les conditions d'entrée sont très réglementées.

#### Monopsone
Quel que soit le marché, les imperfections de la concurrence peuvent provenir soit des acheteurs soit des offreurs. Lorsqu’il n’y a qu’un seul acheteur sur le marché, on parle de monopsone. Bien que rares, les monopsones existent. Par exemple, l’État pour un certain nombre de systèmes de défense de haute technologie est un monopsone. Les conséquences d’un monopsone sont semblables à celles d’un monopole. À l'échelle régionale ou locale, une grosse entreprise peut également représenter un monopsone pour ses fournisseurs ou ses sous-traitants.

#### Oligopsone
Il existe aussi des oligopsones (par concentration des centrales d'achat par exemple). Le marché des composants pour l'industrie aéronautique constitue un exemple d'oligopsone : les vendeurs (par exemple les fabricants d'équipements électroniques destinés spécifiquement à l'aviation) sont relativement nombreux alors que les acheteurs (les avionneurs tels que Boeing ou Airbus) sont en nombre très restreint. Le marché du travail présente aussi les caractéristiques d'un oligopsone, avec un nombre restreint d'employeurs (« acheteurs de travail ») et un nombre élevé d'employés (« offreurs de travail »).

## Stratégies de concentration ou d'alliance
Il existe trois types de concentration :
- La concentration horizontale : les entreprises ayant la même activité se regroupent. Elle permet de gagner des parts de marché, d'éliminer des concurrents, de former un oligopole voire un monopole.
- La concentration verticale : une entreprise rachète ses fournisseurs et ses distributeurs. Elle a pour but de maîtriser toute la chaîne de production, ce qui permet de contrôler davantage le produit et sa qualité. Cette stratégie permet de gagner des clients.
- La concentration conglomérale : des entreprises rachètent d'autres entreprises n'ayant pas la même activité. Elle obéit à une logique de diversification des risques.

## Stratégies d'innovation
- Les innovations concernant la production ou l'organisation du travail par exemple, sont appelées innovations de procédés.
- Les innovations portant sur un produit nouveau ou sur l'amélioration d'un produit existant, sont appelées innovations incrémentales ou mineures.